# Amnirana darlingi
Espèce
Synonymes
- Rana darlingi Boulenger, 1902
- Rana albolabris adiscifera Schmidt & Inger, 1959
- Hylarana darlingi (Boulenger, 1902)

Statut de conservation UICN

 LC  : Préoccupation mineure
Amnirana darlingi est une espèce d'amphibiens de la famille des Ranidae.

## Répartition
Cette espèce se rencontre en Angola, dans le Sud du Malawi, dans l'Ouest du Mozambique, en Zambie, au Zimbabwe, dans l'extrême Nord du Botswana et dans le Sud du Haut-Katanga en République démocratique du Congo.

## Étymologie
Cette espèce est nommée en l'honneur de James ffolliot Darling.

## Publication originale
- Boulenger, 1902 : A list of the fishes, batrachians, and reptiles collected by Mr. J. ffolliot Darling in Mashonaland, with descriptions of new species. Proceedings of the Zoological Society of London, vol. 1902, no 2, p. 13-18 (texte intégral).